# Digapahandi
Digapahandi es una ciudad y  comité de área notificada situada en el distrito de Ganjam en el estado de Odisha (India). Su población es de 13190 habitantes (2011). Se encuentra a  25 km de Brahmapur y a 182 km de Bhubaneswar.

## Demografía
Según el censo de 2011 la población de Digapahandi era de 13190 habitantes, de los cuales 6679 eran hombres y 6511 eran mujeres. Digapahandi tiene una tasa media de alfabetización del 78,36%, superior a la media estatal del 72,87%: la alfabetización masculina es del 85,61%, y la alfabetización femenina del 70,98%.

## Clima
| Parámetros climáticos promedio de Digapahandi, Odisha | Parámetros climáticos promedio de Digapahandi, Odisha | Parámetros climáticos promedio de Digapahandi, Odisha | Parámetros climáticos promedio de Digapahandi, Odisha | Parámetros climáticos promedio de Digapahandi, Odisha | Parámetros climáticos promedio de Digapahandi, Odisha | Parámetros climáticos promedio de Digapahandi, Odisha | Parámetros climáticos promedio de Digapahandi, Odisha | Parámetros climáticos promedio de Digapahandi, Odisha | Parámetros climáticos promedio de Digapahandi, Odisha | Parámetros climáticos promedio de Digapahandi, Odisha | Parámetros climáticos promedio de Digapahandi, Odisha | Parámetros climáticos promedio de Digapahandi, Odisha | Parámetros climáticos promedio de Digapahandi, Odisha |
| Mes                                                   | Ene.                                                  | Feb.                                                  | Mar.                                                  | Abr.                                                  | May.                                                  | Jun.                                                  | Jul.                                                  | Ago.                                                  | Sep.                                                  | Oct.                                                  | Nov.                                                  | Dic.                                                  | Anual                                                 |
| ----------------------------------------------------- | ----------------------------------------------------- | ----------------------------------------------------- | ----------------------------------------------------- | ----------------------------------------------------- | ----------------------------------------------------- | ----------------------------------------------------- | ----------------------------------------------------- | ----------------------------------------------------- | ----------------------------------------------------- | ----------------------------------------------------- | ----------------------------------------------------- | ----------------------------------------------------- | ----------------------------------------------------- |
| Temp. máx. media (°C)                                 | 27                                                    | 30                                                    | 34                                                    | 36                                                    | 37                                                    | 34                                                    | 32                                                    | 31                                                    | 32                                                    | 32                                                    | 30                                                    | 28                                                    | 31.9                                                  |
| Temp. mín. media (°C)                                 | 16                                                    | 19                                                    | 23                                                    | 27                                                    | 29                                                    | 28                                                    | 27                                                    | 27                                                    | 26                                                    | 20                                                    |                                                       | 16                                                    | 21.5                                                  |
| Lluvias (mm)                                          | 12.40                                                 | 17.40                                                 | 18.60                                                 | 15.00                                                 | 40.30                                                 | 150.00                                                | 282.10                                                | 272.80                                                | 180.00                                                | 93.00                                                 | 33.00                                                 | 18.60                                                 | 1133.2                                                |
| Fuente: MSM Weather                                   |                                                       |                                                       |                                                       |                                                       |                                                       |                                                       |                                                       |                                                       |                                                       |                                                       |                                                       |                                                       |                                                       |